# 空気階段
空気階段（くうきかいだん）は、吉本興業（東京本社）所属のお笑いコンビ。2012年結成。NSC東京校17期生。キングオブコント2021王者。

## メンバー
鈴木 もぐら（すずき もぐら、1987年5月13日 - ）（38歳）
主にボケ（場合によってツッコミ）担当。
- 本名：鈴木 翔太（すずき しょうた）。
- 千葉県旭市出身。旭市立第二中学校・千葉県立匝瑳高等学校卒業、大阪芸術大学中退（学費が払えず除籍）。身長165cm、体重120kg。血液型A型。肥満体型と口ひげが特徴。
- 借金中毒（最高で900万円程あったが、2023年時点では残り約50万円とのこと）、ギャンブル狂で遅刻魔、ヘビースモーカー。酒好き。
- 趣味：将棋、卓球、漫画を読むこと、公園でのんびり過ごすこと、麻雀、音楽鑑賞、居酒屋巡り。
- 特技：将棋（アマチュア2段）、麻雀（アマチュア4段）、縄跳び（2024年時点では不可）、卓球。
- もぐらという芸名の由来は高校時代、冬の寒さになかなか起きられず布団にずっと包まっていたのを見た母親に「もぐらみたい」と言われ、本人は嫌な感じだったと思いながらもそれが記憶に残り続けていたという。
- 母子家庭で育ち、母は2回結婚している。1番目（白鳥）の父との思い出はフィリピンパブに連れて行かれたこと、2番目（宇井）の父からは彼の膝に乗せられパチンコとパチスロを教えられたこと。貧乏だった故に唯一の娯楽はテレビであった。父の影響もあり物心ついた頃から『ウッチャンナンチャンのやるならやらねば!』『ダウンタウンのごっつええ感じ』（共にフジテレビ）をよく観ていて、お笑いを好きになるきっかけになった。影響を受けた芸人はウッチャンナンチャン・ダウンタウンの他、ビートたけし・とんねるず・志村けんなどのテレビスターであった。
- 母が2回結婚と離婚を繰り返し、本人も一度離婚したため、名字が5回変わっている。出生名は白鳥 翔太。小学1年時に両親の離婚により母親の旧姓の鈴木に、母が再婚した時に2人目の父親の姓の宇井に、再度離婚して鈴木に戻る。2018年9月に結婚した時は婿取婚だったため、妻の姓（非公開）へ改姓した。2023年1月に離婚したため、結婚前の姓である鈴木に戻った。
- 大学の学費は一浪してパチスロで稼いで払ったものの、出玉規制により学費が払えず大学1年生の時に除籍。在学中は先輩にななまがりやミルクボーイがいる落語研究会（サークル名は「落語研究寄席の会」）に在籍した。彼らの存在が芸人を目指すきっかけとなった。3年程の風俗店でのアルバイトを経て、芸人となるため2010年に上京した。2012年にNSCで出会った水川とコンビを結成、現在に至る。
- 2010年3月から家賃滞納で追い出される2016年5月まで、高円寺の水道代管理費込みの家賃1万7000円の木造家屋で過ごす。4畳半一間で電気も契約せず家電も冷暖房もなく、ネズミが走る劣悪な暮らしにより、2013年秋に本来はネズミしか罹らない病気になったという。家を追い出されてからは先輩の家に居候していた。当時はラジオばかり聞いており、『家、ついて行ってイイですか?』（テレビ東京系）に出演した際はラジオ番組を持ちたいと夢を語り、その5ヶ月後に夢は現実となった 。
- 高校野球の神奈川県予選大会でのスコアを報告する新聞社のアルバイト中、保土ヶ谷球場のバックネット裏の席へ座っていてオレンジ色のポロシャツを着用していた姿が中継に映ったことがある。しかし試合中・仕事中にも拘らずアイスクリームを食べたり居眠りしていたところも映されてしまい、ネット掲示板で実況され視聴者からクレームが寄せられた。
- 2017年9月8日放送『空気階段の踊り場』（TBSラジオ）にて、放送時間にデート中の相手へ愛の告白をした。9月15日放送の同番組内で告白の成功を報告。同年11月より彼女と高円寺で同棲を始めた。2018年6月には同年9月に結婚すること、同時に相手が妊娠7か月であることも発表した。2020年12月に相手が第2子の妊娠を発表、2021年3月30日放送の『空気階段の踊り場』で第2子が誕生したことを報告した。2023年1月31日（30日深夜）放送の『空気階段の踊り場』で、同年1月27日に離婚したことを発表した。
- 『有吉の壁』（日本テレビ）「ブレイク芸人選手権」から生まれた2.7次元アイドル・KOUGU維新のメンバー。2.7次元俳優としての役者名はもぐもぐ鈴木、キャラ名はインパクトドライバ。
- 2020年3月放送『しくじり先生 俺みたいになるな!!』（テレビ朝日）にて「結婚、そして子供ができて変わると思ってたら全然変われなかった先生」として登場、「ギャンブル（競馬）がやめられない」と語った。
- 2022年8月2日、同年11月1日に股関節に人工関節を入れる手術を受け、2週間の入院・リハビリを含めて1か月間の休養を取る予定であることを発表していたが、10月11日（10日深夜）放送の『空気階段の踊り場』（TBSラジオ）において、ゴッドハンドと出会ったことで、人工関節を入れる手術を中止することを明かした。しかしその後、ゴッドハンドの施術でも痛みが抑えられなくなったため、2025年2月末に変形性股関節症手術を行い、両足に人工股関節を入れた。

 水川 かたまり（みずかわ かたまり、1990年7月22日 - ）（35歳）
主にツッコミ（たまにボケ）担当。
- 本名：水川 航太（みずかわ こうた）
- 岡山県岡山市出身。慶應義塾大学法学部政治学科中退。身長173cm、体重51kg。血液型AB型。
- 趣味：読書、散歩、フットサル、絵本を読む、totoサッカーくじ、映画・ドラマ・コントを見ること。
- 特技：ヨーロッパサッカーの知識が豊富、人の血液型を当てる、テトリス。
- 好きな食べ物はえんがわ。好きな野菜はなす。苦手な食べ物はエビ。
- 映画は1年先輩の原田フニャオ（ダンビラムーチョ）が薦めてくれる名作映画をよく見ており、好きなドラマは坂元裕二の脚本作品や有吉弘行がラジオでおすすめしていた海外ドラマの『ザ・ボーイズ』、好きなミュージシャンにはスピッツなどを挙げている。
- 中学時代に好きだった女優は広末涼子。
- かたまりという芸名の由来は、「ずっとボーッとしていてよく固まっているから」ということで母親に芸名を相談した際、名付けられた。
- 母がバラエティに厳しく、子供の頃は見る番組が制限されていた。そんな中で好きになったのは『ポンキッキーズ』（フジテレビ）の中のコーナー「爆チュー問題」で、高校進学時もろくにバラエティ番組を見てこなかったが同級生から爆笑問題のラジオ番組『爆笑問題カーボーイ』（TBSラジオ）を勧められ、そこから色々な芸人のラジオを聴くようになっていった。後の喫煙や大学中退、現在のフリートークでの芸風の「見ている人にウソをつかない」スタンスも太田光（爆笑問題）の影響という。
- 現在の文化系な見た目とは裏腹に小学校ではスポーツ少年団所属で、中学では部活でサッカーに打ち込み強豪の中で選抜へ選ばれ、女性にはモテていたという。高校は進学校に入りながらも勉強はせずサッカーに打ち込み、高校3年の部活引退後から始めた猛勉強により現役で慶応大学に合格する。進学先に慶応大法学部政治学科を選んだのはその学部出身の竹内由恵（元テレビ朝日、現フリーアナウンサー）に会いたいからであったため、授業にはまるで興味が持てなかった。体育会系なサッカーサークルの空気に対して嫌気が差し、さらに2009年6月頃にあったクラス会で、語尾に「じゃが」がつく岡山弁の水川は、学力試験を受けていない内部進学者から「お前はじゃがいも星人だな」と罵倒・嘲笑された。この心無い出来事がきっかけで大学には行かなくなり、朝までゲームをやったりラジオを聞いたりしてから就寝し午後に起床してからまたゲームをやったり近所の図書館で本を読んだりと、人と話さない生活を1年半送る。親元では見せて貰えなかったバラエティを見始め、ダウンタウン・爆笑問題・バナナマンに注目する。このままじゃいけないという思いもあり、年明けには芸人になろうと決め、2011年4月にはNSCに入る。それに伴い翌年には大学を中退した。父は大阪芸術大学を中途退学して水川が生まれるまで働かず借金が600万円あったこと、母も進路については反対されなかった。
- 2019年11月28日、東京草月ホールで開催された自身のラジオイベントである「空気階段の大踊り場」にて交際中だった彼女に向け手紙を読み、公開プロポーズした。2020年1月14日にて入籍を公表、2020年12月19日の『空気階段の踊り場』（TBSラジオ）にてわずか11か月での離婚を発表した。
- 2020年1月31日からハイアールジャパンセールスのTwitter・Instagram・特設サイトにて配信されたSNSドラマ『#目撃家電』に出演する。
- 2020年6月26日発売の『Quick Japan』（太田出版）Vol.150に、初の書き下ろしである「アサミ〜愛の夢〜」という官能小説が掲載される。
- 『有吉の壁』（日本テレビ）「ブレイク芸人選手権」から生まれた2.7次元アイドル・KOUGU維新のメンバー。2.7次元俳優としての役者名はKATA、キャラ名は巻尺。
- 2022年11月1日（31日深夜）、『空気階段の踊り場』（TBSラジオ）の生放送の中で、アイドルグループ「predia」の元メンバー・桜子との再婚を発表。2024年3月12日（11日深夜）、『空気階段の踊り場』の放送の中で、同年3月5日に第一子女児が誕生したことを発表した。

## 略歴
共にNSC東京校17期出身（2011年入学）。コンビ結成以前に水川は「デデ」、鈴木は「マージナルマン」というコンビを組んでいた。
2012年、コンビ結成。鈴木は水川に対して「暗そうな奴」という印象を持ちながらも、コントが好きそうだったからということで誘う。水川は当初断ろうとしたが、鈴木が「借金だらけ、大阪芸術大学を半年で除籍」という状況が自分の父親と全く同じであったため、気が合いそうだと思いとりあえずその誘いに乗った。
コンビ名は互いの好きな言葉を組み合わせたもの。デビュー当時は構成作家の山田ナビスコから鈴木の髭を剃ることや漫才への転向を勧められるも、髭も剃らずコントも貫いたことで後に認められた。3年目の2014年は仕事が全くなく劇場出番が最低月に1回の2分程度で、鈴木にとっては一番辛い年だったという。
2015年、キングオブコントにて準決勝まで初進出。当時よしもと芸人の中では一番芸歴が浅い4年目にして準決勝進出を果たした。
2017年4月7日に初のレギュラー番組『空気階段の踊り場』（TBSラジオ）がスタート。
2019年3月、ヨシモト∞ホールファーストクラスTOP5に入る。
同年7月20日放送の『ゴッドタン』（テレビ東京）のコーナー・この若手知ってんのか!?2019の「とにかくヤバい芸人部門」で1位に選ばれ、キングオブコント2019で決勝進出を果たしブレイクの年となる。
2020年、キングオブコントに2年連続の決勝進出。最終決戦まで残り、3位となった。
2021年7月、第42回ABCお笑いグランプリで初の決勝進出。ファーストステージ敗退ながらも、ABEMA配信の視聴者投票によるABEMA賞を受賞した。
2021年10月、キングオブコントに3年連続の決勝進出。1stステージは歴代最高得点の486点で1位通過、ファイナルステージでは474点を記録して2位の男性ブランコ、ザ・マミィと25点もの差をつけ優勝を成し遂げた。その後の優勝会見でかたまりは、「まだ（優勝の）実感がないです。見たことない（得点の）数字の羅列で、ちょっとビックリしましたね」と戸惑いつつ喜び、「得点発表される前にいろんな感情が浮かんできて…うれしくて泣いたのは初めてです」と優勝時の涙について言及。決勝で披露したネタ「メガトンパンチマン」について聞かれた際、かたまりは「今年やった単独ライブ「anna」のネタなんですけど、そのときは20分以上あって長かった。2人とも好きなネタですし、1本目とテイストが違うものがやりたかった」。もぐらは「すごく好きなネタで、これをファイナルでできたら、これで優勝できたらという気持ちでやっていました」とそれぞれ明かした。

## 芸風
ネタは基本的にコントを行う。漫才も演じていた時期はあったもののやると照れてしまうため、現在は行っていないという。2023年12月に行われた『みんなのパチンコフェス2023』内で行われた『お笑いP-1グランプリ』ではパチンコをテーマにした漫才を披露した。
鈴木は実年齢より上の中年役を演じることがほとんど。ネタはどちらかが主導して作る場合もあるが、基本的には2人で話し合って作っている。自分たちでなくてもできるようなコントはやらずハッピーエンドを心がけ、バッドエンドや不潔なものは作らないことに決めている。
「キングオブコント」優勝後は賞レースを意識しないネタ作りにシフトしており、水川曰く「本当に好きなことを好きにやれている」。

## 賞レースにおける成績

### キングオブコント
| 年度   | 結果         | 会場                   | 日時              |
| ------ | ------------ | ---------------------- | ----------------- |
| 2012年 | 1回戦敗退    | 新宿シアターモリエール | 2012年8月1日      |
| 2013年 | 2回戦進出    | 新宿明治安田生命ホール | 2013年8月18日     |
| 2014年 | 2回戦進出    | 原宿クエストホール     | 2014年8月30日     |
| 2015年 | 準決勝進出   | 赤坂BLITZ              | 2015年8月27日     |
| 2016年 | 2回戦敗退    | きゅりあん小ホール     | 2016年8月10日     |
| 2017年 | 準々決勝進出 | きゅりあん小ホール     | 2017年8月15日     |
| 2018年 | 準決勝進出   | 赤坂BLITZ              | 2018年9月6日、7日 |
| 2019年 | 決勝9位      | TBSテレビ              | 2019年9月21日     |
| 2020年 | 決勝3位      | TBSテレビ              | 2020年9月26日     |
| 2021年 | 優勝         | TBSテレビ              | 2021年10月2日     |

### ABCお笑いグランプリ
| 年度              | 結果         | 会場                        | 日時          |
| ----------------- | ------------ | --------------------------- | ------------- |
| 2013年 （第34回） | 二次予選進出 | 新宿シアターモリエール      | 2013年1月14日 |
| 2019年 （第40回） | 最終予選進出 | ABCホール                   | 2019年6月25日 |
| 2020年 （第41回） | 最終予選進出 | シダックスカルチャーホールA | 2020年6月23日 |
| 2021年 （第42回） | 決勝進出     | ABCテレビ                   | 2021年7月11日 |

### その他
- マイナビ Laughter Night
  - 2016年度グランドチャンピオン
  - 2017年度グランドチャンピオン（上記と合わせて2連覇）
- 有吉弘行のお饅頭が貰える演芸会(2018.12.7)優勝 ※鈴木のみ
- ネタパレNEW YEARグランプリ2021 優勝
- ドラフトコント2021 ユニットコントNo.1決定戦 優勝 ※水川のみ、チーム春日の一員として
- ドラフトコント2022 ユニットコントNo.1決定戦 ※水川のみ、チーム田中の一員として[61][62]
- 第3回 ピザラ雀 優勝 ※鈴木のみ
- インフォマ1-GP 優勝
- オールスター後夜祭'24秋 クイズ王 ※水川のみ

## 出演

### テレビ番組
- 空気階段の空気観察（2021年10月7日 - 2022年9月29日、テレビ朝日）[63]
- リフォーマーズの杖（2021年10月18日 - 2023年2月27日、NHK Eテレ） - 鈴木のみ、リフォーマーズ（だらしない芸人群） 本人役[64]
- 空気階段の●山（2022年3月25日 - 2025年3月30日、BSよしもと）
- 空気階段の料理天国（2022年4月29日、テレビ東京）
- 有吉の壁（日本テレビ）
- かがやけ！ミラクルボーイズ（2023年2月2日 - 2022年2月16日・8月23日 - 2023年9月6日、テレビ神奈川）
- 将棋フォーカス（2024年5月26日、NHK Eテレ）鈴木のみ（「将棋大好き芸人! 鈴木もぐら」）
- 将棋の日（2024年12月29日、NHK Eテレ）鈴木のみ（渋谷公会堂より中継録画）
- 鈴木もぐらの雀荘放浪記（2025年6月3日 - 6月24日、BS-TBS）鈴木のみ（全4回）[65]

### ラジオ
レギュラー番組
- 空気階段の踊り場（2017年4月7日 - 、TBSラジオ）

出演した番組
- マイナビ Laughter Night（TBSラジオ）- 2015年10月3日、2016年9月10日、10月15日、2017年2月4日、10月20日、2018年10月26日、2020年11月6日（2016年9月・2017年2月月間チャンピオン、第2回・第3回チャンピオンLIVE優勝）
- 空気階段のRADIO ESCALATOR（TBSラジオ） - 2016年12月11日 - 『マイナビ Laughter Night』優勝特典として放送された冠特別番組
- 空気階段の踊り場大回転（TBSラジオ） - 2017年12月11日 - 『マイナビ Laughter Night』優勝特典として放送された、二度目の冠特別番組。

### テレビドラマ
- 失恋ショコラティエ 第1話（2014年1月13日、フジテレビ） - 鈴木のみ
- 下北沢ダイハード 第10話（2017年9月22日、テレビ東京） - 水川のみ
- 時効警察はじめました 第5話（2019年11月15日、テレビ朝日） - 村瀬ベルギーワッフル 役（水川）、栗原くりごはん 役（鈴木）[69]
- でっけぇ風呂場で待ってます （2021年1月25日 - 4月6日、日本テレビ） - 第4話、第8話 脚本（水川）、佐々木 役（水川）、マニー 役（鈴木）
- イチケイのカラス 第4話（2021年4月26日、フジテレビ） - 傍聴マニア 役
- 日本沈没-希望のひと-（2021年10月10日 - 12月12日、TBSテレビ） - 居酒屋店長 役（鈴木）[70]
- 99.9-刑事専門弁護士- 完全新作SP新たな出会い篇（2021年12月29日、TBSテレビ） - 遺族 役（鈴木）[71][72]
- 仮面ライダーリバイス 第22話・第23話（2022年2月13日・20日、テレビ朝日） - 本人役[73]
- 妻、小学生になる。 第5話・第8話・第9話（2022年2月18日・3月11日・18日、TBSテレビ） - 吉原康司 役（水川）[74]
- 生ドラ! 東京は24時（2022年3月31日、フジテレビ） - 客 役（鈴木）
- 歯無しのグルメ〜噛まずにとろける美味い店〜（2022年5月28日・2023年1月21日、TBS） - 鈴木が主演（第2弾は水川が脚本）[75]
- 脚本芸人 第2夜（2022年6月23日、フジテレビ） - 水川のみ[76][注 1]
- 罠の戦争（2023年1月16日 - 3月27日、関西テレビ・フジテレビ） - 小鹿 役（水川）[77]
- とりあえずカンパイしませんか? 第1話（2023年3月2日、テレビ東京）（水川）[78]
- ラストマン-全盲の捜査官- 第9話・最終話（2023年6月18日・6月25日、TBS） - 居酒屋の店員 役（鈴木）[79]
- ゼイチョー〜『払えない』にはワケがある〜（2023年10月14日 - 12月23日、日本テレビ） - 加茂原健介 役（鈴木）[80]
  - ゼイチョー〜『払えない』にはワケがある〜 最終話（2023年12月23日、日本テレビ） - 相楽ホールディングスの社員 役（水川）[81]
- PORTAL-X 〜ドアの向こうの観察記録〜（2024年1月12日〈予定〉 - 、WOWOW）（鈴木）[82][83]
- シバのおきて〜われら犬バカ編集部〜（2025年9月30日〈予定〉 - 、NHK総合）（水川）[84]

### 映画
- 甘いお酒でうがい（2020年） - 鈴木のみ
- ザ・エレクトリカルパレーズ（2020年） - 鈴木のみ
- 劇場版 ほんとうにあった怖い話 事故物件芸人2（2021年）
- たまの映像詩集 渚のバイセコー（2021年）
- 99.9-刑事専門弁護士-THE MOVIE（2021年12月30日公開） - 遺族 役（鈴木）
- ウェディング・ハイ（2022年3月12日公開） - 本人役[85]
- 有吉の壁 カベデミー賞 THE MOVIE「万引き裸族」（2022年6月11日、ライブビューイングジャパン）[86] 鈴木が監督・脚本兼任
- 死に損なった男（2025年2月21日） - 主演・関谷一平 役（水川）[87]
- 山田くんとLv999の恋をする（2025年3月28日） - 鴨田たけぞう 役（鈴木）[88]

#### 配信映画
- Broken Rage（2025年配信予定、Amazon Prime Video） -鈴木のみ[89]

### 劇場アニメ
- しん次元! クレヨンしんちゃん THE MOVIE 超能力大決戦 〜とべとべ手巻き寿司〜（2023年8月4日、東宝） - ヌスットラダマス2世 役（水川）、池袋教授 役（鈴木）[90]
- LUPIN THE IIIRD THE MOVIE 不死身の血族（2025年6月27日、TOHO NEXT） - ルウオ 役（鈴木）、フウア 役（水川）[91]

### 吹き替え
- ゴジラxコング 新たなる帝国（2024年4月26日、東宝） - ミケル 役（鈴木）[92]

### CM
- ソーシャルテック「チャップアップ育毛剤」（2020年4月 - ） - 静岡地区、関西地区[93]
- ファミリーマート「おうちで楽しく過ごそう」（2020年12月28日 - ）
- 日本コカ・コーラ
  - 「檸檬堂カミソリレモン」（2021年3月10日 - ）※鈴木のみ、TBSテレビ系列限定放送[94]
  - 「チルアウト ストレス＆疲労感ケア」WebCM（2025年5月19日 - ）[95]
- au（KDDI）「povo2.0 START!」篇（2021年9月29日 - ）[96][97]
- バンダイナムコエンターテインメント「ドラゴンボール レジェンズ」（WEB版 2021年11月24日 - 、TV版 2021年11月27日 - ） - 戦闘力5のおじさん 役（鈴木）、女性 役（水川）[98]
- Indeed
  - 「レストラン」編（2021年12月18日 - ）[99]
  - 「家電量販店」編（2021年12月27日 - ）[99]
  - 「社長室」編（2022年1月5日 - ）[99]
- スムーズ smooth「ヤドカリの悩み」篇、「かしこい選択」篇（2022年1月4日 - ）[100]
- ミュゼプラチナム 美容脱毛サロン（2022年1月1日 - 2022年2月28日） - TVer限定・WEBCM[101]
- 日本マクドナルド「桜もちパイ」（2022年3月22日 - 4月末）※鈴木のみ
- サントリー食品インターナショナル「GREEN DA・KA・RA やさしい麦茶」（2022年4月14日 - ）[102]
- 日清食品（2022年 - ）
  - 「カレーメシ」（2022年9月 - ）
  - 「最強どん兵衛 M-1グランプリ2022 優勝お祝いセール」（2022年12月18日）
  - 「どん兵衛 M-1グランプリ2023 優勝お祝いセール」（2023年12月24日）
- アイリスオーヤマ（2023年 - ）
- Coincheck（2024年5月 - ）※鈴木のみ[103]
- バンダイ「ONE PIECE カードゲーム」※水川のみ
  - 「ワンピカードの会"発足"」篇（2024年5月22日 - ）[104]
  - 「強敵！BE:FIRST」篇（2024年7月7日 - ）[105]
  - 「ガチな2人」篇（2024年11月24日 - ）[106]
  - 「同級生対決」篇（2025年2月20日 - ）[107]

### 配信番組
- もぐら×岡野の『くずパチ』（2021年3月27日 - 、新!王庭チャンネル）毎週土曜日配信。※鈴木のみ 共演：岡野陽一
- みんなのパチンコフェスON LINE 28時間 真夏のパチンコ頂上決戦（2021年8月13日 - 14日、日本遊技機工業組合） - 青組キャプテン、鈴木のみ[108]
- 空気階段クズの恩返し（2022年4月15日 - 6月10日、ABEMA）[109]
- S区の奇妙な人々（2025年1月15日 - 2月19日、DMM TV）[110]

### MV
- DA PUMP 「Fantasista〜ファンタジスタ〜（おじキャワ芸人Ver.）」（2020年9月30日）
- サンボマスター 「Future is Yours」（2023年7月31日）

### 舞台
- ニュートンズ「高円寺のあの人、また音信不通だってよ」（高円寺フェス2016公演）[111]
- 朗読劇「美幸」（2024年1月12日、シアターマーキュリー新宿） - 水川のみ[112]

### 雑誌
- 芸人雑誌（太田出版）vol.2「特集 2021の顔」
- 芸人雑誌（太田出版）vol.4「特集 コント未来派」

## ライブ

### 単独ライブ
| 回    | 開催 | タイトル | 内容 | 会場 |
| ----- | --- | -------- | --- | --- |
| 第1回 | 2015年12月12日 | mosaique | 1. OPコント 2. 接待 3. 十七歳 4. 世界タイトルマッチ 5. 関 健 6. 中華夫婦 7. mosaique                                                                                   | ヨシモト∞ホール |
| 第2回 | 2018年3月9日 再演：2022年9月10日 | strip    | 1. OPコント 2. NEZUMI 3. ゆうえんち 4. 森がきこえる 5. くわがた 6. 関 健 7. ひっこし 8. おぼこ                                                                         | ルミネtheよしもと 再演：銀座ブロッサム中央会館 ホール |
| 第3回 | 2019年5月6日 再演：2019年10月14日 | baby     | 1. OPコント 2. みどり屋 3. 14才 4. 特急 うみかぜ 19:55 東京行き 5. みえーる君β・改 6. 関 健 ～夏祭り 大乱舞編～ 7. ハッピー 8. baby                                    | ルミネtheよしもと 再演：紀伊國屋サザンシアター TAKASHIMAYA |
| 第4回 | 2021年2月12日 - 14日 | anna     | 1. OPコント noriko 2. 27歳 3. SD 4. メガトンパンチマンカフェ 5. コインランドリー 6. 銀次郎24 7. Q 8. anna                                                              | 草月ホール |
| 第5回 | 東京：2022年2月8日 - 13日 大阪：2022年2月25日 福岡：2022年3月5日 札幌：2022年3月19日 東京千秋楽公演：2022年3月31日 | fart     | 1. OPコント 2. 東京 3. ハイスクールクイズ群馬予選決勝 4. Let it be 5. 一子相伝 6. 神村クリニック 7. YOURギガソング 8. fart                                             | 東京：こくみん共済 coop ホール/スペース・ゼロ 大阪：なんばグランド花月 福岡：よしもと福岡 大和証券/CONNECT劇場 札幌：共済ホール 東京千秋楽公演：有楽町よみうりホール |
| 第6回 | 東京：2023年5月16日 - 21日 札幌：2023年6月4日 名古屋：2023年6月21日・22日 千葉：2023年6月30日 岡山：2023年7月15日 大阪：2023年7月25日 - 27日 仙台：2023年8月4日 福岡：2023年8月19日 東京凱旋：2023年8月29日 - 31日                                        | 無修正   | 1. 潮騒 2. ふたりのワイドショー 3. 2月3日 4. ponpoko、オフ会に行く 5. 新型潜水調査船 かいてい8000 6. は 7. 無修正                                                      | 東京：東京芸術劇場 プレイハウス 札幌：共済ホール 名古屋：名古屋市芸術創造センター 千葉：東総文化会館 岡山：岡山市立市民文化ホール 大阪：サンケイホールブリーゼ 仙台：電力ホール 福岡：福岡国際会議場 メインホール 東京凱旋：恵比寿ザ・ガーデンホール                                                                        |
| 第7回 | 東京：2024年5月8日 - 12日 札幌：2024年5月17日・18日 大阪：2024年5月25日・26日 沖縄：2024年6月1日 高知：2024年6月7日 富山：2024年6月15日 岡山：2024年6月22日 仙台：2024年6月29日 熊本：2024年7月6日 名古屋：2024年7月11日 東京千秋楽：2024年7月17日 - 20日 | ひかり   | 1. 道場 2. 国民のために 3. いえしあすかyg 4. 舟 5. 希望ヶ丘高校新聞部 6. 何年もかけてめっちゃ頼み込んだら ウィーンフィルハーモニー管弦楽団に入れてもらえた人 7. ひかり | 東京：東京芸術劇場 プレイハウス 札幌：共済ホール 大阪：サンケイホールブリーゼ 沖縄：那覇文化芸術劇場なはーと 高知：かるぽーと 富山：高周波文化ホール 岡山：岡山芸術創造劇場ハレノワ中劇場 仙台：電力ホール 熊本：熊本城ホール・シビックホール 名古屋：Niterra日本特殊陶業市民会館ビレッジホール 東京千秋楽：天王洲 銀河劇場 |
| 第8回 | 東京：2025年8月9日 - 17日 札幌：2025年8月23日・24日 仙台：2025年8月30日 大阪：2025年9月6日・7日 福岡：2025年9月13日・14日 新潟：2025年9月20日 静岡：2025年9月27日 福井：2025年10月4日 神奈川：2025年10月14日 - 19日                                       | ダンス   | | 東京：天王洲 銀河劇場 札幌：共済ホール 仙台：電力ホール 大阪：サンケイホールブリーゼ 福岡：ももち文化センター 新潟：りゅーとぴあ 新潟市民芸術文化会館・劇場 静岡：浜松市浜北文化センター 大ホール 福井：鯖江市文化センター 神奈川：神奈川芸術劇場                                                                           |

### 空気階段と行く世界一周旅行
| 開催            | タイトル                                          | 会場                      | ゲスト | 備考                                 |
| --------------- | ------------------------------------------------- | ------------------------- | --- | ------------------------------------ |
| 2018年 7月21日  | 空気階段と行く世界一周旅行 〜アメリカ〜           | 新宿永谷ホール(新宿Fu-)   | LOVE バビロン |                                      |
| 2018年 9月29日  | 空気階段と行く世界一周旅行 〜中国〜               | ハイジアv-1               | 男性ブランコ そいつどいつ |                                      |
| 2018年 11月25日 | 空気階段と行く世界一周旅行 〜インド〜             | ヨシモト∞ドーム ステージI | オズワルド |                                      |
| 2019年 1月26日  | 空気階段と行く世界一周旅行 〜ロシア〜             | ヨシモト∞ドーム ステージI | デニス ラフレクラン |                                      |
| 2019年 3月9日   | 空気階段と行く世界一周旅行 〜ブラジル〜           | ヨシモト∞ドーム ステージI | ダンビラムーチョ カゲヤマ |                                      |
| 2019年 5月25日  | 空気階段と行く世界一周旅行 〜イタリア〜           | ヨシモト∞ドーム ステージI | 西村真二（コットン） 広永陸（マチルダ） 富田純基（ふりいくっ!） 辻裕明（元バガリア） 2人のトイボックス ピーチク坂46 ドラゴンニンジャ 青柳フォーティー つくね伊藤 ザ・ITO ゴスケ 晴天神 湘南パイプキャッツ須田 ショコラもりりか 鈴木威 プール パラクッチ |                                      |
| 2019年 7月13日  | 空気階段と行く世界一周旅行 〜エジプト〜           | ヨシモト∞ドーム ステージI | インポッシブル 世間知らズ |                                      |
| 2020年 1月12日  | 空気階段と行く世界一周旅行 〜フランス〜           | ヨシモト∞ホール           | オズワルド |                                      |
| 2020年 6月7日   | 空気階段と行く世界一周旅行 〜月〜                 | ヨシモト∞ホール           | ジェラードン いぬ | オンライン配信のみ。                 |
| 2020年 10月11日 | 空気階段と行く世界一周旅行 〜ペルー〜             | ヨシモト∞ホール           | 藤本淳史（元田畑藤本） ゴスケ 岡野陽一 | オンライン配信、アーカイブがあった。 |
| 2020年 12月20日 | 空気階段と行く世界一周旅行 〜ブータン〜           | ヨシモト∞ホール           | 男性ブランコ そいつどいつ オズワルド |                                      |
| 2021年 3月17日  | 空気階段と行く世界一周旅行 〜トルコ〜             | ヨシモト∞ホール           | オズワルド あむあむWORLD | オンライン配信のみ。                 |
| 2021年 5月18日  | 空気階段と行く世界一周旅行 〜チリ〜               | ヨシモト∞ホール           | マチルダ シシガシラ | オンライン配信あり。                 |
| 2021年 7月28日  | 空気階段と行く世界一周旅行 〜イギリス〜           | ヨシモト∞ホール           | サンシャイン レインボー | オンライン配信あり。                 |
| 2021年 10月27日 | 空気階段と行く世界一周旅行 〜パプアニューギニア〜 | ヨシモト∞ホール           | コットン そいつどいつ レインボー | オンライン配信あり。                 |
| 2021年 12月14日 | 空気階段と行く世界一周旅行 〜韓国〜               | ヨシモト∞ホール           | カゲヤマ バビロン | オンライン配信あり。                 |
| 2022年 4月24日  | 空気階段と行く世界一周旅行 〜ポーランド〜         | ヨシモト∞ホール           | シマッシュレコード そいつどいつ | オンライン配信あり。                 |
| 2022年 6月7日   | 空気階段と行く世界一周旅行 〜ウルグアイ〜         | ヨシモト∞ホール           | プール ラーフル イツキ・マクベス | オンライン配信あり。                 |
| 2022年 8月12日  | 空気階段と行く世界一周旅行 〜ベトナム〜           | ヨシモト∞ホール           | アイロンヘッド ダイヤモンド | オンライン配信あり。                 |
| 2022年 10月7日  | 空気階段と行く世界一周旅行 ～南アフリカ～         | ヨシモト∞ホール           | そいつどいつ オフローズ | オンライン配信あり。                 |
| 2022年 12月7日  | 空気階段と行く世界一周旅行 ～フィリピン～         | ヨシモト∞ホール           | ダンビラムーチョ キンボシ | オンライン配信あり。                 |
| 2023年 3月31日  | 空気階段と行く世界一周旅行 ～モンゴル～           | ヨシモト∞ホール           | いぬネイチャーバーガー | オンライン配信あり。                 |
| 2023年 5月31日  | 空気階段と行く世界一周旅行〜ブルガリア〜          | ヨシモト∞ホール           | 鬼越トマホークそいつどいつナイチンゲールダンス | オンライン配信あり。                 |
| 2023年 7月4日   | 空気階段と行く世界一周旅行〜オーストラリア〜      | ヨシモト∞ホール           | もえ 喫茶ムーン プリズンクイズチャンネル | オンライン配信あり。                 |

## 出囃子
- 暗黒大陸じゃがたら「タンゴ」

## 作品

### DVD
- 空気階段 単独ライブ ｢anna｣ （2021年5月19日）
- 空気階段 単独ライブ「fart」（2022年7月20日）
- 空気階段 単独ライブ「無修正」（2023年12月6日）
- 空気階段 単独ライブ「ひかり」（2025年8月8日）

### 書籍
- TBSラジオ「空気階段の踊り場」公式本2017-2021（2022年8月2日、扶桑社）ISBN 4594091679・ISBN-13 978-4594091675